# Takashi Fukunishi
Takashi Fukunishi (født 1. september 1976) er en japansk fodboldspiller.

## Japans fodboldlandshold
| Japans landshold | Japans landshold | Japans landshold |
| År               | Kmp              | Mål              |
| ---------------- | ---------------- | ---------------- |
| 1999             | 3                | 0                |
| 2000             | 0                | 0                |
| 2001             | 2                | 0                |
| 2002             | 10               | 0                |
| 2003             | 6                | 0                |
| 2004             | 18               | 5                |
| 2005             | 14               | 1                |
| 2006             | 11               | 1                |
| Total            | 64               | 7                |